# Kajo Keji
Kajo Keji là một thị trấn ở Nam Sudan, thuộc bang Trung Equatoria. Vào năm 2010, dân số thị trấn là 196.000 người.

## Tổng quan
Kajo Keji và khu vực xung quanh là nơi sinh sống của người Kuku. Thị trấn là nơi có trụ sở của Giáo phận Anh giáo Kajo Keji, với lãnh đạo là Giám mục Emmanuel Murye Modi. Ngân hàng Cổ phần Hữu hạn Nam Sudan có một chi nhánh tại thị trấn. Đây là ngân hàng thương mại duy nhất trong quận.

## Vị trí
Kajo Keji nằm cách Juba, thủ đô và thành phố lớn nhất ở Nam Sudan khoảng 150 km (93 mi). Vị trí này gần biên giới với bang Đông Equatoria và gần biên giới quốc tế với Uganda ở phía nam. Thành phố Nimule nằm cách Kajo Keji khoảng 50 km (31 mi) về phía đông nam.